# شوگو کوبارا
شوگو کوبارا (انگلیسی: Shogo Kobara؛ زادهٔ ۲ نوامبر ۱۹۸۲) بازیکن فوتبال اهل ژاپن است.
از باشگاه‌هایی که در آن بازی کرده‌است می‌توان به باشگاه فوتبال یوکوهاما مارینوس و باشگاه فوتبال آویسپا فوکوئوکا اشاره کرد.